# 벤세르 엘 데사모르
《벤세르 엘 데사모르》(스페인어: Vencer el desamor)은 2020년 방영된 멕시코의 텔레노벨라이다. 2020년 10월 12일부터 2021년 2월 19일까지 방영되었다.